# Myrcia sessiliflora
Myrcia sessiliflora är en myrtenväxtart som beskrevs av Mcvaugh. Myrcia sessiliflora ingår i släktet Myrcia och familjen myrtenväxter. Inga underarter finns listade i Catalogue of Life.